# Kateřina Tučková

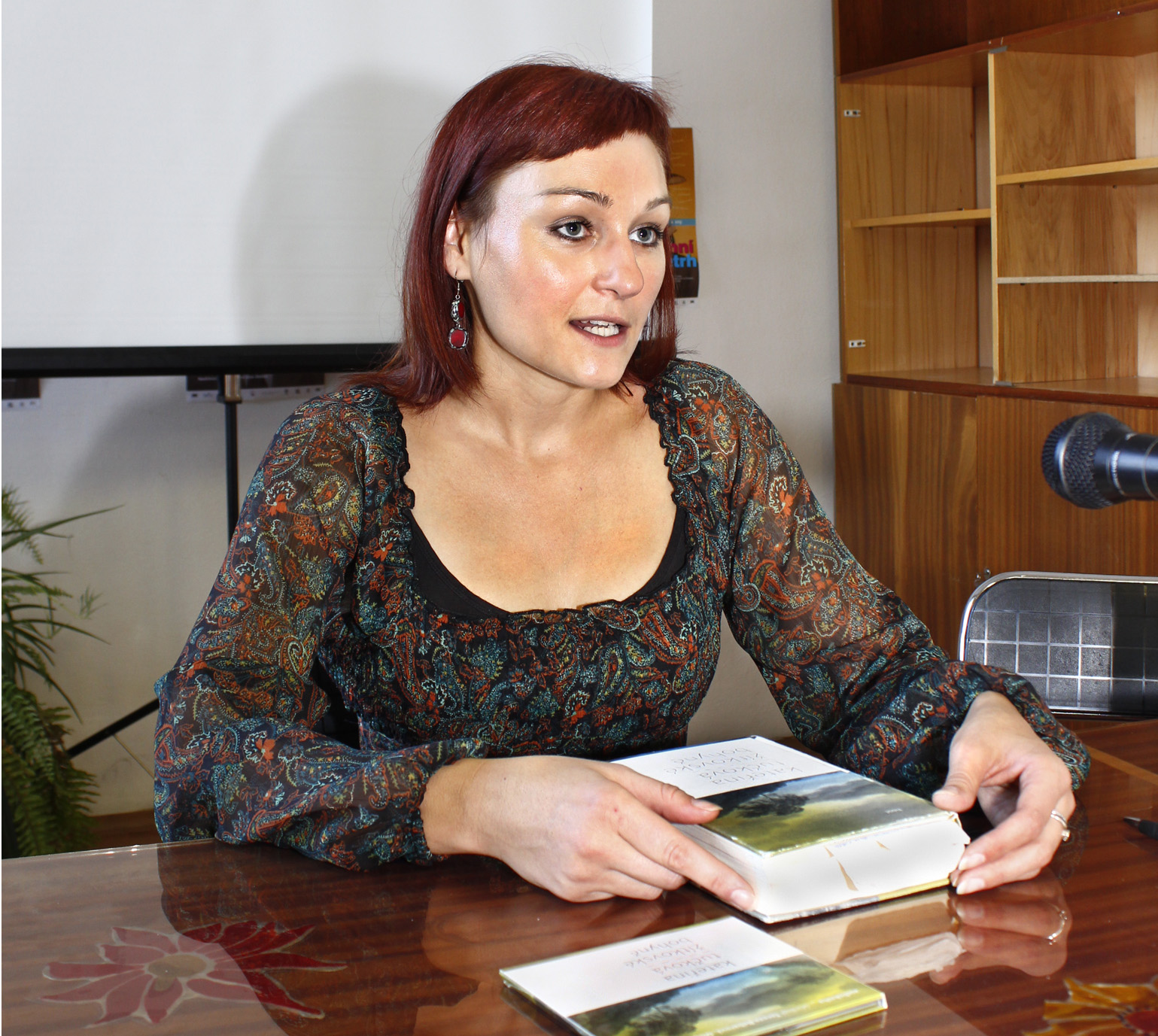
Kateřina Tučková (2012)

Kateřina Tučková (ur. 31 października 1980 w Brnie) – czeska pisarka i kurator sztuki.

## Życiorys
Urodziła się w Brnie, obecnie mieszka w Brnie i w Pradze. Ukończyła gimnazjum, a następnie studiowała historię sztuki i język czeski na Wydziale Filozoficznym Uniwersytetu im. Masaryka w Brnie. Studia doktoranckie w Instytucie Historii Sztuki Wydziału Filozoficznego Uniwersytetu Karola w Pradze zakończyła obroną pracy doktorskiej w 2014 roku.
Jako kuratorka prowadziła galerię brneńską ARSkontakt, promującą najmłodsze pokolenie artystów (2004–2006), od 2010 roku jest kuratorką Sali Wystawowej Chrudim i współpracuje z licznymi galeriami prywatnymi i publicznymi.

### Kariera literacka
Uznanie czeskiej opinii publicznej przyniosła jej kontrowersyjna powieść Vyhnání Gerty Schnirch (Wygnanie Gerty Schnirch), w której przedstawiła losy czechosłowackiej Niemki, która w maju 1945 roku została wypędzona ze swego domu w tzw. „brneńskim pochodzie śmierci”. Książka otrzymała nominację do Nagrody Josefa Škvoreckiego. Zdobyła także w 2010 roku nagrodę czytelników Magnesia Litera. Adaptację powieści przygotował brneński teatr HaDivadlo (reżyseria: Marián Amsler).
W książce Žítkovské bohyně (Boginie z Žítkovej) ponownie zajmowała się czeską historią; w książce opisała losy wyjątkowego rodu uzdrowicielek z rejonu Białych Karpat. Ród ten przetrwał okres procesów czarownic w XVII wieku, represje Kościoła i sądy w XIX wieku oraz okres rządów totalitarnych w czasach protektoratu, jednak kompletnie rozgromiony został dopiero przez reżim komunistyczny. Za powieść Boginie z Žítkovej Kateřina Tučková zdobyła Nagrodę Josefa Škvoreckého, nagrodę Czeski Bestseller, nagrodę Magnesia Litera – Kosmas nagrodę czytelników i Nagrodę Czytelników Czeskiej Książki. Adaptację teatralną wystawia Městské divadlo Zlín (Teatr Miejski Zlin); reżyseria: Dodo Gombár.
Powieści Kateřiny Tučkovej publikowano również jako audiobooki (wydawnictwo czeskie OneHotBook), były także tłumaczone na 13 języków. Boginie z Žítkovej na język polski przetłumaczyła Julia Różewicz (wydawnictwo: Afera, 2014).

## Publikacje
- Můj otec Kamil Lhoták (Mój ojciec Kamil Lhoták), Vltavín 2008 – beletryzowany życiorys malarza Kamila Lhotáka (wspólnie z Kamilem Lhotákem mł.)
- Vyhnání Gerty Schnirch (Wygnanie Gerty Schnirch), Host 2009 – powieść
- Brněnský pochod smrti (Brneński pochód śmierci), Větrné mlýny 2012 – zbiory o wygnaniu Niemców brneńskich
- Žítkovské bohyně, Host 2012 – powieść (Boginie z Žítkovej, Afera 2015, przeł. Julia Różewicz, ISBN 978-83-937711-3-4)
- Fabrika – příběh textilních baronů z moravského Manchesteru (Fabryka – historia baronów włókienniczych z morawskiego Manchesteru), Host 2014 – nowela towarzysząca projektowi wystawy „Brno – moravský Manchester” („Brno – morawski Manchester”) w Galerii Morawskiej w Brnie.